# Kanlí
Kanlí är en ort i Cypern.   Den ligger i distriktet Eparchía Lefkosías, i den nordöstra delen av landet, 11 km nordväst om huvudstaden Nicosia. Kanlí ligger 167 meter över havet och antalet invånare är 232. Den ligger på ön Cypern.
Terrängen runt Kanlí är platt åt sydväst, men åt nordost är den kuperad. Terrängen runt Kanlí sluttar söderut.Trakten runt Kanlí är mycket tätbefolkad, med 2 103 invånare per kvadratkilometer. Närmaste större samhälle är Nicosia, 10,8 km sydost om Kanlí. Trakten runt Kanlí är i huvudsak tätbebyggd.